# Modulació en banda lateral vestigial

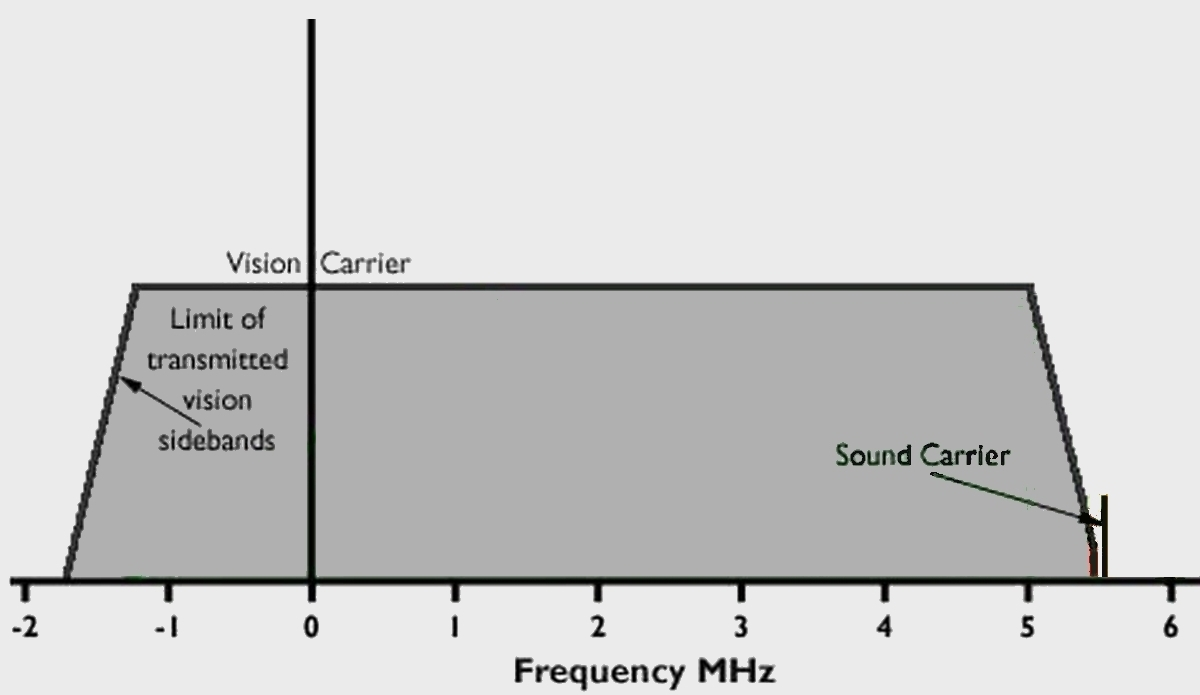
Diagrama del senyal de televisió amb una banda lateral completa i l'altra atenuada (vestigial).

La modulació de banda lateral vestigial, en anglès  vestigial Side Band (VSB) , és una modulació lineal que consisteix en filtrar parcialment una de les dues bandes laterals resultants d'una modulació en doble banda lateral o d'una modulació AM.
Aquesta modulació s'utilitza en la transmissió de la component de luminància en els sistemes PAL, SECAM i NTSC de televisió analògica. La banda lateral que és parcialment filtrada constitueix un vestigi de la banda lateral original i porta habitualment del 5% al 10% de la potència total transmesa, millorant la relació senyal a soroll en les baixes freqüències del senyal modulador.

## Avantatges
Les principals avantatges d'aquest sistema són:
- Ocupa menys amplada de banda que la modulació en AM de Doble Banda Lateral DSB-LC
- Pot ser demodulada utilitzant demoduladors síncrons d'AM
- No requereix filtres tan abruptes (filtres més realitzables en la realitat) com la modulació en Banda lateral única.